# Gnathostrangalia elliptica
Gnathostrangalia elliptica är en skalbaggsart som beskrevs av Chen och Fernando Chiang 1996. Gnathostrangalia elliptica ingår i släktet Gnathostrangalia och familjen långhorningar. Inga underarter finns listade i Catalogue of Life.